# Villa de Nadadores
Villa de Nadadores är en ort i Mexiko.   Den ligger i kommunen Nadadores och delstaten Coahuila, i den centrala delen av landet, 900 km norr om huvudstaden Mexico City. Villa de Nadadores ligger 542 meter över havet och antalet invånare är 341.
Terrängen runt Villa de Nadadores är platt åt nordost, men åt sydväst är den kuperad. Runt Villa de Nadadores är det ganska tätbefolkat, med 166 invånare per kvadratkilometer. Närmaste större samhälle är Ciudad Frontera, 16,8 km sydost om Villa de Nadadores. Omgivningarna runt Villa de Nadadores är i huvudsak ett öppet busklandskap.